# Brandl Bräu

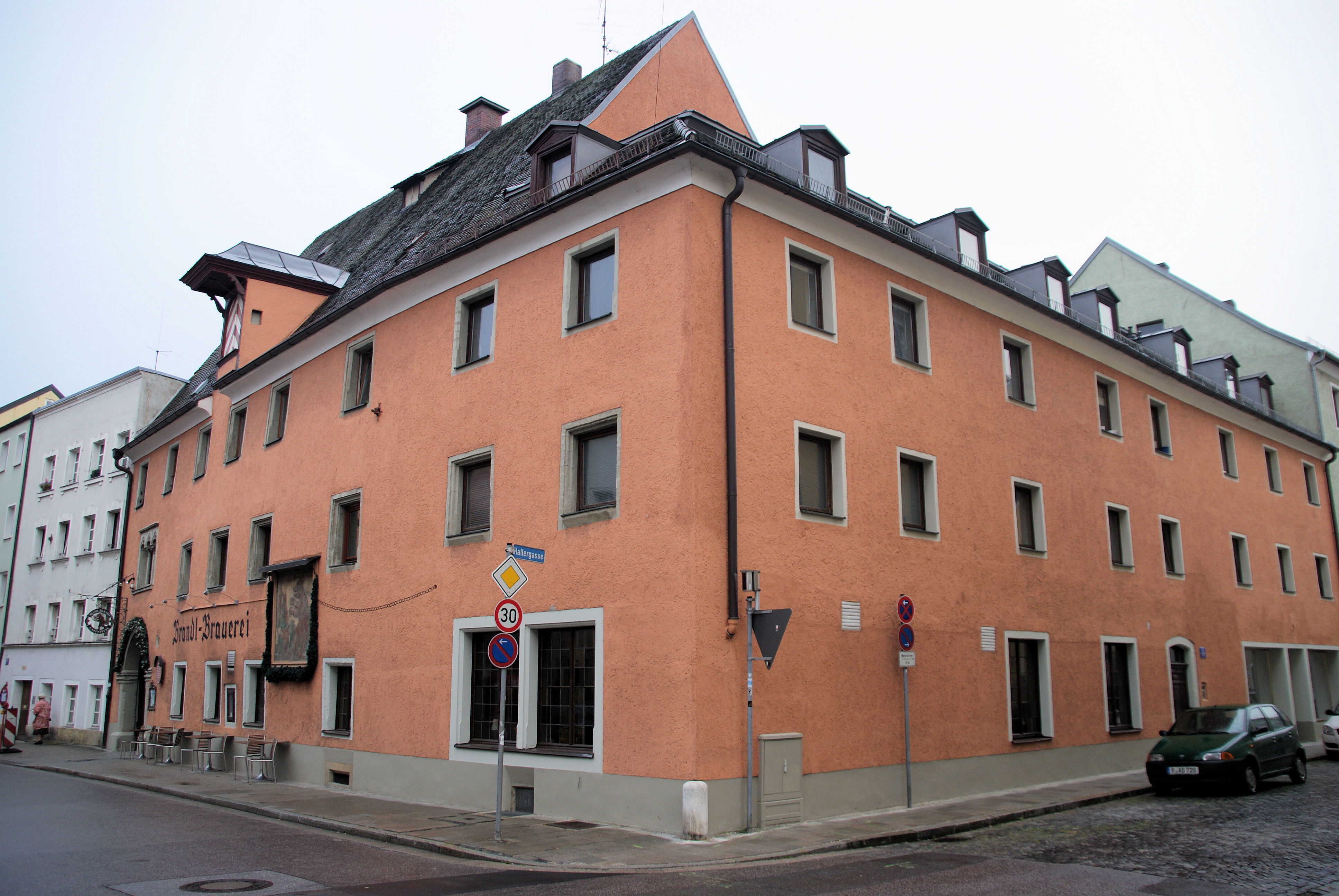
Außenansicht Ostengasse 16

Das Wirtshaus Brandl Bräu mit dem Beinamen „Zum Bär an der Kette“ ist Teil des Wohn- und Gewerbekomplexes Ostengasse 16 in der Altstadt von Regensburg in der Nähe des Ostentors. Das frühgotische Gebäude wurde in der 2. Hälfte des 13. Jahrhunderts errichtet und ist als Baudenkmal anerkannt. Durch zahlreiche Um- und Erweiterungsbauten im Verlauf der Jahrhunderte, zuletzt 1932, entstand das historische Bauensemble in seiner heutigen Erscheinung.

## Gebäude

### Bau
Das Gebäude wird in der Bayerischen Denkmalliste unter der Nummer D-3-62-000-885 geführt und folgendermaßen beschrieben:
Als früheste Besitzerin des Hauses „an der chetten“ wird die Familie der Probst auf Thunau genannt. Sie errichtete „an der Kette“ das langgestreckte, dreigeschossige Vierkanthaus mit Satteldach traufseitig zur Ostengasse.
Exemplarisch für das hohe Alter des Hauses sind das rundbogige Einfahrtsportal und das darüberliegende Triforiumsfenster aus der zweiten Hälfte des 13. Jahrhunderts. Die Torflügel und Anschlagsleisten im natursteinigen Einfahrtstor (um 1280) sind mit Rokokoschnitzereien aus dem Jahr 1777 verziert. Im Feld über der Abschlussleiste sind die Initialen der damaligen Besitzer Erdmann Jakob Stadler und dessen Gattin Maria Christina Stadler eingeschnitten: „17 E J ST / M C ST 77“.
Durch mehrere Umbauphasen, in denen L-förmig weitere Gasträume geschaffen wurden, reicht das als Wirtshaus genutzte Gebäude inzwischen bis zur Heiliggeistgasse. Im ersten Gastraum befinden sich eine Bohlenbalkendecke von 1596, eine halbhohe Wandvertäfelung, umlaufende Sitzbänke und ein Kachelofen. Die mit einem geschnitzten doppelköpfigen Reichsadler verzierte Mittelstütze im Raum zeugt von einer Erweiterung nach Westen im Jahr 1926. Die Ausstattung geht ebenfalls auf dieses Jahr zurück. Die beiden Nebenzimmer wurden 1932 angebaut. Zwischen dem 1. und 2. Obergeschoss befindet sich ein etwa 2 m × 2,5 m großes Fassadenbild mit einem Bären an der Kette und Zuschrift „Dieß Hauß stehet in Gottes Hand zum Bären an der Kettn ists Benanntt/Renovirt 1758.“

### Nutzung
Eine Nutzung des Gebäudes als Brauereigasthof ist etwa seit 1500 nachgewiesen. Die Brauerei wurde 1967 stillgelegt. Die Gaststätte besteht bis heute, umfasst inzwischen allerdings nur noch das Erdgeschoss im Westflügel. Die anderen beiden Etagen werden als Wohnungen genutzt. Biergarten und Kegelbahn wurden Mitte der 1990er-Jahre in die Privatnutzung überführt. Die Gasträume im Erdgeschoss sind somit heute der einzige öffentlich zugängliche Bereich des Gebäudes.

## Namensgebung des Gasthauses

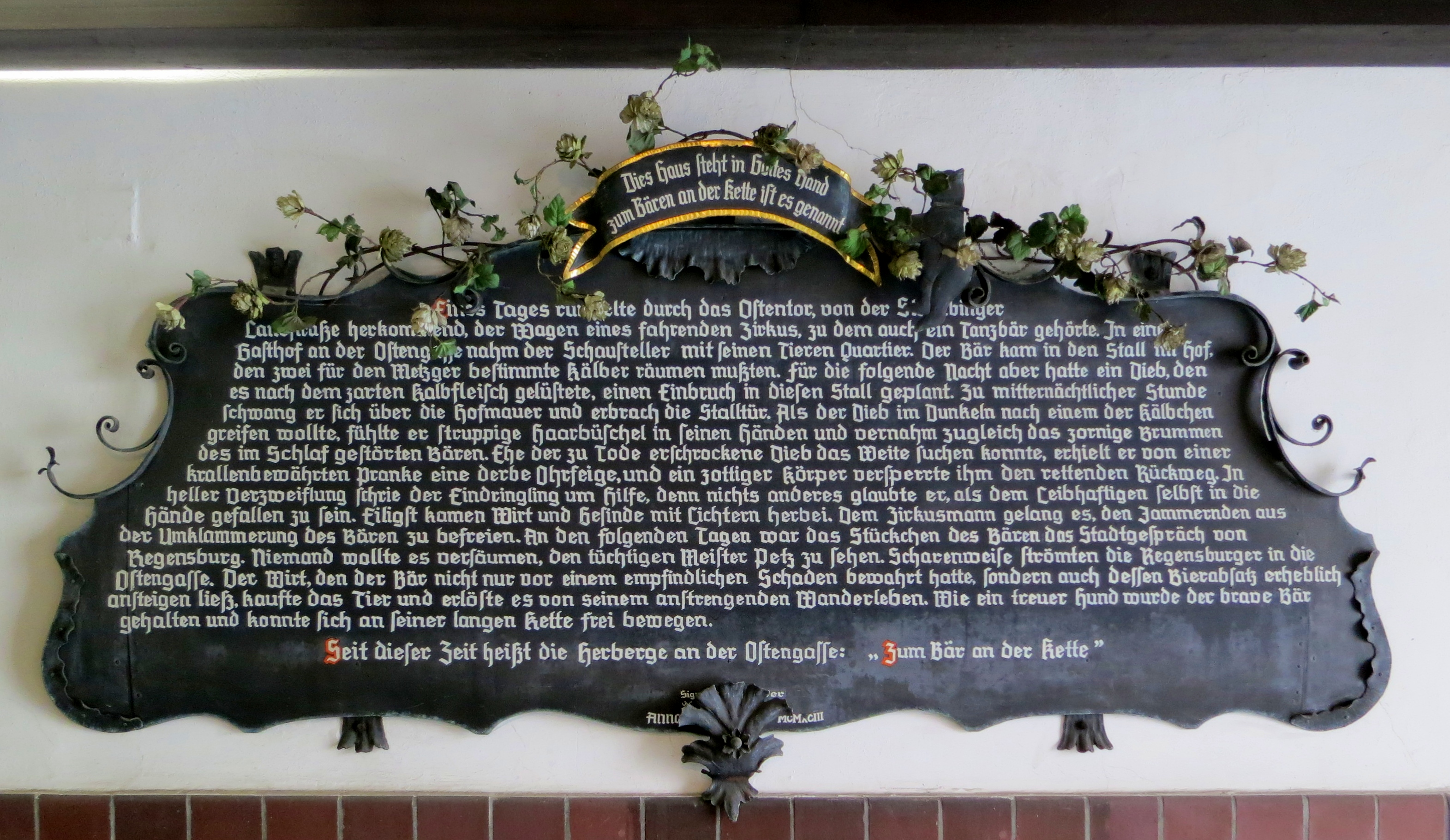
Die Geschichte „Zum Bären an der Kette“

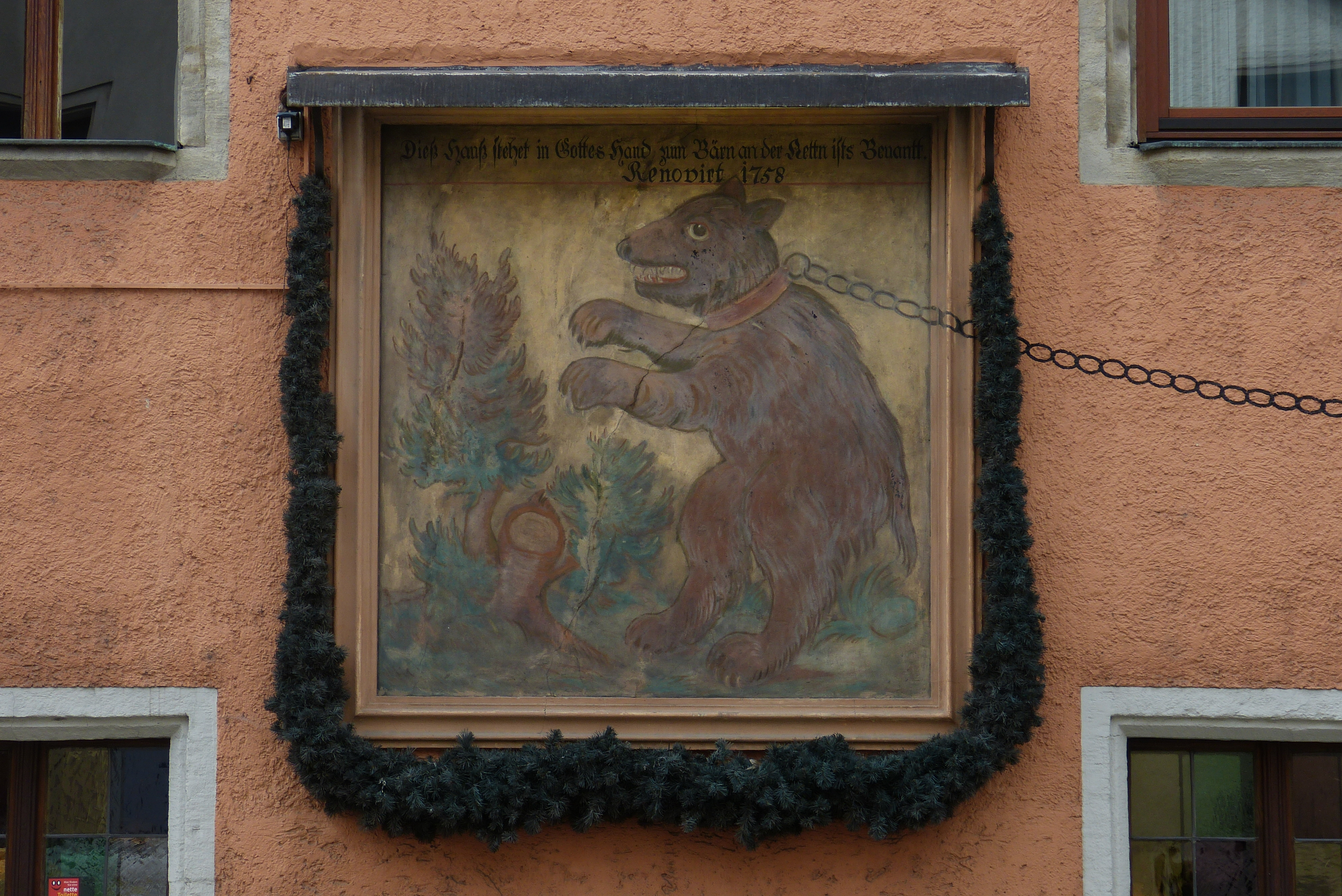
Bildliche Darstellung an der Fassade des Gebäudes

Der Name „an der Kette“ wird erstmals 1391 erwähnt. Bei Durchzügen fremder Truppen, bei innerstädtischen Unruhen, bei Kaisereinzügen und auch bei Hinrichtungen ließ der Rat die Seitengasse durch Ketten absperren. Die Ortsbezeichnung lässt sich auf die Einmündung der Hallergasse lokalisieren. Der Name bezieht sich auf das Haus Nr. 16 „Zum Bär an der Kette“; die Verbindung mit dem „Bär“ kam erst später hinzu. Zu Beginn des 18. Jahrhunderts gab es in Regensburg drei Bärenwirtschaften: den Schwarzen, den Goldenen und den Weißen Bären. Um sich von diesen zu unterscheiden, wurde für das Wirtshaus in der Ostengasse der Beiname „an der Kette“ hinzugefügt.
Das Gasthaus „Zum Bären an der Kette“ ist seit Ende des 19. Jahrhunderts auch unter dem Namen „Brandl Bräu“ bekannt. Dieser leitet sich von den damaligen Besitzern des Brauereigasthofes, der Familie Brandl, ab.
Zur Namensgebung des Wirtshauses „Zum Bären an der Kette“ werden in Erzählungen und Geschichten, die ätiologisch entstanden, als die Bedeutung des Beinamens „an der Chette“ in Vergessenheit geriet, verschiedene Versionen und Abwandlungen tradiert. Eine Variante befindet sich an der Tür des Wirtshauses Brandl Bräu auf einem großen handbemalten Schild.

### Die Geschichte „Zum Bären an der Kette“
„Eines Tages rumpelte durch das Regensburger Ostentor der Wagen eines fahrenden Zirkus, zu dem auch ein Tanzbär gehörte. In einem Gasthof an der Ostengasse in Regensburg nahm der Schausteller mit seinen Tieren Quartier. Der Bär kam in den Stall am Hof des Wirtshauses, den zwei Kälber räumen mussten. In der Nacht brach ein Dieb in diesem Stall ein und griff im Dunkeln nach einem der Kälbchen. Dabei stieß er auf den im Schlaf gestörten Bären. Ehe der zu Tode erschrockene Dieb das Weite suchen konnte, erhielt er von einer krallenbewehrten Pranke eine derbe Ohrfeige und ein zotteliger Körper versperrte den Fluchtweg. In heller Verzweiflung schrie der Eindringling um Hilfe, denn er glaubte, dem Leibhaftigen selbst in die Hände gefallen zu sein. Eiligst kamen Wirt und Gesinde mit Lichtern herbei und es gelang, den Jammernden aus der Umklammerung des Bären zu befreien. Tags darauf war der Bär im Hof vom Wirtshaus Stadtgespräch von Regensburg. Scharenweise strömten die Regensburger in die Ostengasse. Der Wirt, dessen Bierumsatz erheblich gestiegen war, kaufte das Tier und erlöste es von seinem Wanderleben. Wie ein treuer Hund wurde der brave Bär seitdem gehalten und konnte sich an seiner langen Kette frei bewegen. Seit dieser Zeit heißt die Herberge an der Ostengasse auch das Wirtshaus „Zum Bären an der Kette“.“

## Inhaber der Brauerei
- 1777–1830: Andreas Jakob Stadler
- 1830–1835: Felicitas Stadler
- 1835–1855: Johann Michael Hampel
- 1855–1868: Georg Schirmbeck
- 1868–1889: Franz Xaver Straßer
- 1889–1891: M. Straßer
- 1891–1906: Michael Brandl
- 1906–1908: Amalie Brandl
- 1908–1910: Brandls Erben
- 1910–1967: Michael Brandl[4]